# Austin Adams (baseball, 1991)
Pour les articles homonymes, voir Austin Adams et Adams.
Austin Lance Adams (né le 5 mai 1991 à Tampa, Floride, États-Unis) est un lanceur de relève droitier des Diamondbacks de l'Arizona de la Ligue majeure de baseball.

## Carrière
Joueur des Bulls de l'université du Sud de la Floride, Austin Adams est choisi par les Angels de Los Angeles au 8e tour de sélection du repêchage de 2012.
Le 10 décembre 2016, les Angels échangent Adams et un autre de leurs lanceurs droitiers des ligues mineures, Kyle McGowin, aux Nationals de Washington, en retour du joueur de deuxième but Danny Espinosa.
Adams fait ses débuts dans le baseball majeur avec Washington le 15 juillet 2017.